# گروپ‌می
گروپ‌می (انگلیسی: GroupMe) یک پیام‌رسان متعلق به مایکروسافت است.